# Cimitero della Misericordia (Pisa)
Il cimitero della Misericordia di Pisa è uno dei principali cimiteri di Pisa, situato poco a nord della città, lungo la via Pietrasantina. Si trova accanto al cimitero Suburbano.

## Storia
Fu costruito a partire dagli anni 1980 in diversi lotti, su progetto generale dell'architetto Paolo Diddi, che curò anche la realizzazione della spaziosa cappella mortuaria. Il cimitero è composto di più unità dalla forme regolari e variamente accostate, caratterizzate dal paramento in laterizio con finiture in marmo bianco o travertino: si ispira al cimitero di San Piero a Grado di Massimo Carmassi.